# Lista de géneros de fringilídeos
Esta é uma lista alfabética de géneros de fringilídeos. A família Fringillidae é uma família de aves pertencente à ordem Passeriformes. O grupo é extenso e contém 50 géneros, de acordo com a versão 7.1 (2017) lista do congresso Ornitológico Internacional. Destes, 20 são monoespecíficos, isto é, incluem apenas uma única espécie.

## Ordem alfabética
+ indica um género monoespecífico

### A-B
- Acanthis | Agraphospiza + | Akialoa | Bucanetes

### C
- Callacanthis + | Carduelis | Carpodacus | Chloridops + | Chloris | Chlorodrepanis | Chlorophonia | Chrysocorythus + | Ciridops + | Coccothraustes + | Crithagra

### D-G
- Drepanis | Dysmorodrepanis + | Eophona | Euphonia | Fringilla

### H
- Haemorhous | Hemignathus | Hesperiphona | Himatione

### L-M
- Leucosticte | Linaria | Linurgus + | Loxia | Loxioides + | Loxops | Magumma + | Melamprosops + | Mycerobas

### O-P
- Oreomystis + | Palmeria + | Paroreomyza | Pinicola + | Procarduelis + | Pseudonestor + | Psittirostra + | Pyrrhoplectes + | Pyrrhula

### R-V
- Rhodacanthis | Rhodopechys | Rhodospiza + | Rhynchostruthus | Serinus | Spinus | Telespiza | Viridonia +